# Megalosphecia callosoma
Megalosphecia callosoma är en fjärilsart som beskrevs av George Francis Hampson 1919. Megalosphecia callosoma ingår i släktet Megalosphecia och familjen glasvingar. Inga underarter finns listade i Catalogue of Life.